# Budweiser Shootout 2008

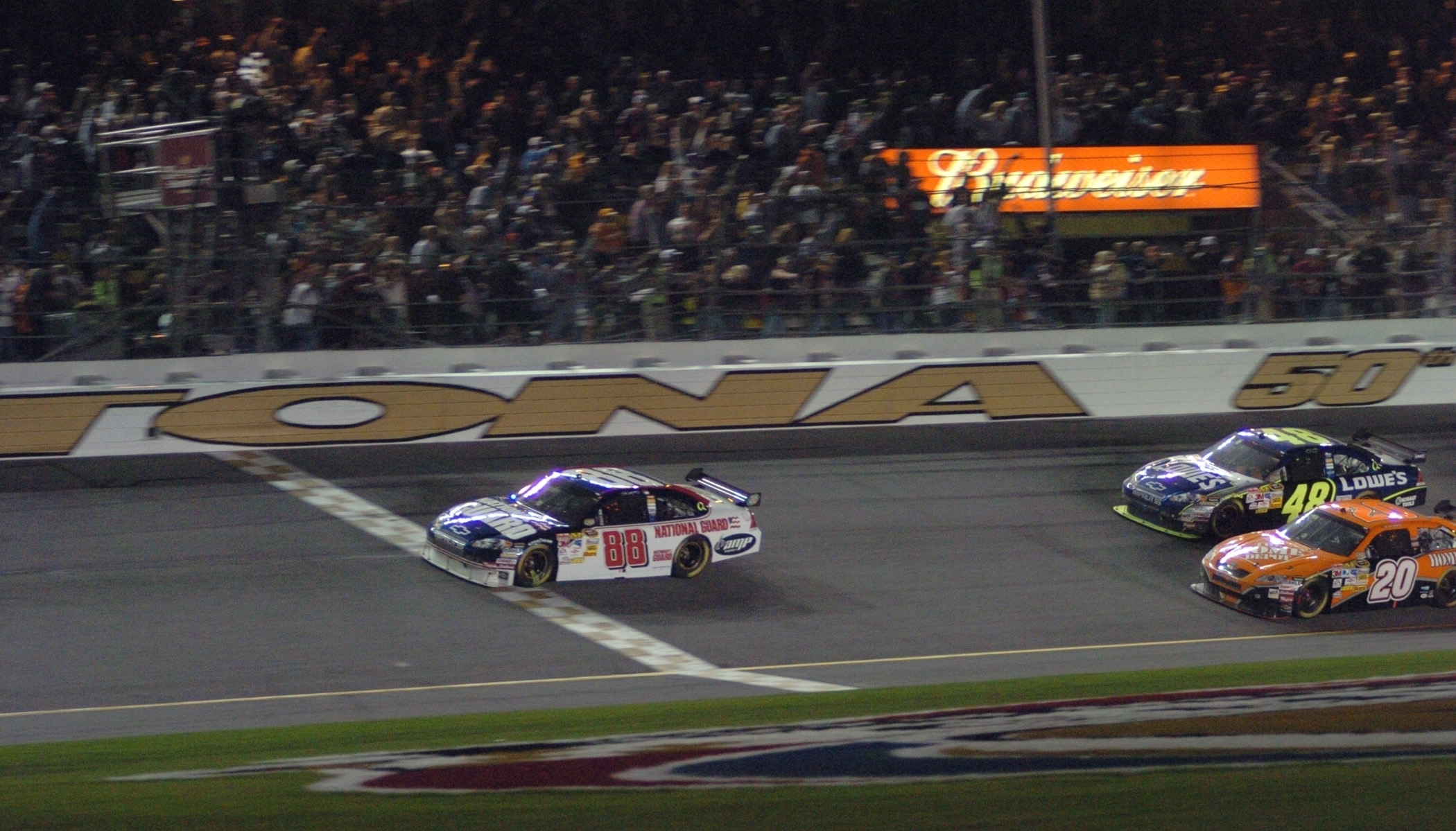
Dale Earnhardt junior beim Überqueren der Ziellinie

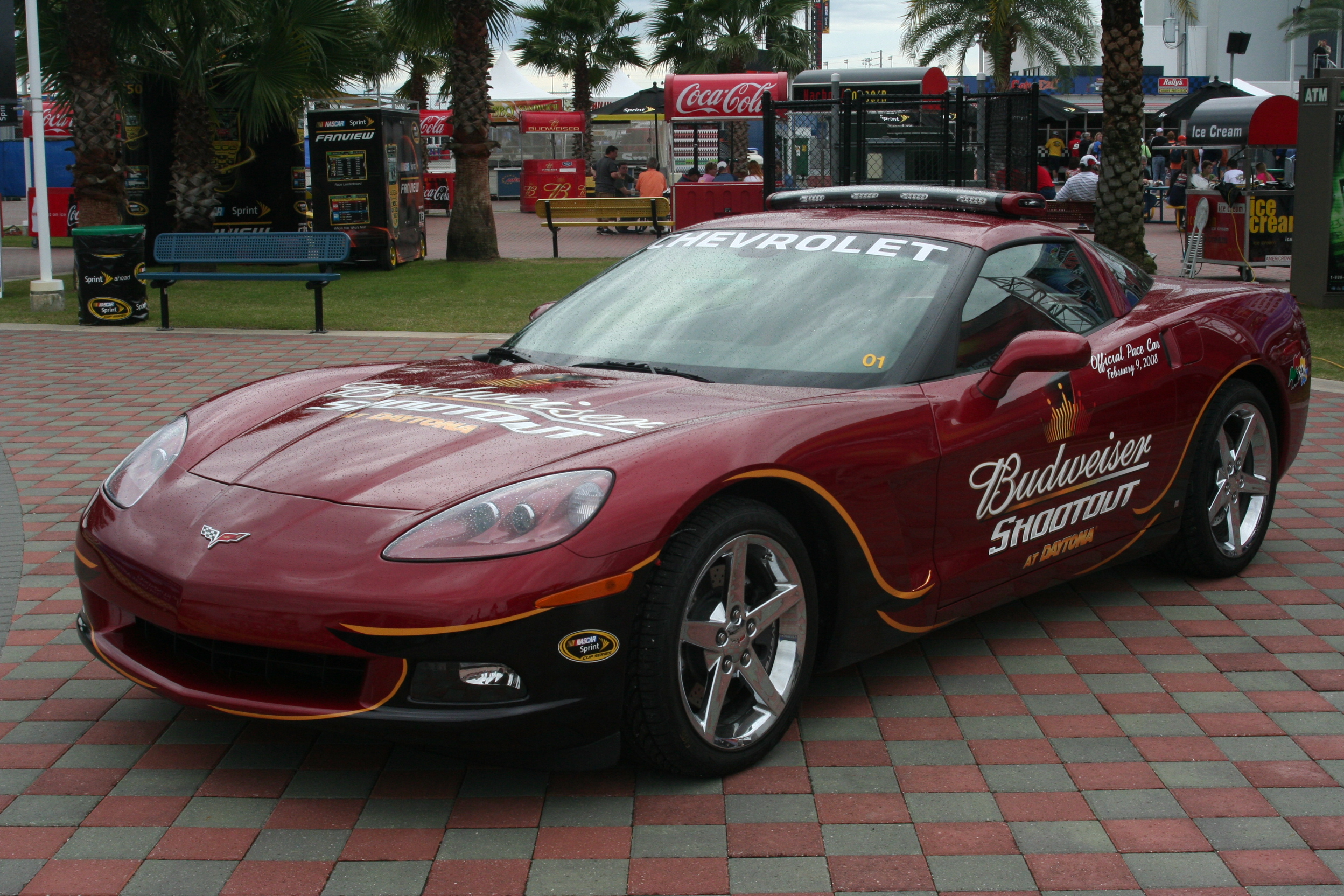
Das Pace Car zum Rennen

Das Budweiser Shootout 2008 fand am 9. Februar 2008 auf dem Daytona International Speedway in Daytona Beach, Florida statt. Das Budweiser Shootout ist ein Spezialevent der NASCAR-Serie, an dem alle Pole-Position-Gewinner des Vorjahres teilnehmen dürfen.

## Resultate
| Platz | Fahrzeug-Nr. | Fahrer              | Hersteller | Team                         |
| ----- | ------------ | ------------------- | ---------- | ---------------------------- |
| 1     | 88           | Dale Earnhardt, Jr. | Chevrolet  | Hendrick Motorsports         |
| 2     | 20           | Tony Stewart        | Toyota     | Joe Gibbs Racing             |
| 3     | 48           | Jimmie Johnson      | Chevrolet  | Hendrick Motorsports         |
| 4     | 24           | Jeff Gordon         | Chevrolet  | Hendrick Motorsports         |
| 5     | 41           | Reed Sorenson       | Dodge      | Chip Ganassi Racing          |
| 6     | 5            | Casey Mears         | Chevrolet  | Hendrick Motorsports         |
| 7     | 22           | Dave Blaney         | Toyota     | Bill Davis Racing            |
| 8     | 8            | Mark Martin         | Chevrolet  | Dale Earnhardt, Inc.         |
| 9     | 11           | Denny Hamlin        | Toyota     | Joe Gibbs Racing             |
| 10    | 9            | Kasey Kahne         | Dodge      | Gillett Evernham Motorsports |

## Teilnehmer des Budweiser Shootout 2008

### Qualifiziert durch Pole-Positions in der Saison 2007
Alle Fahrer, die in der NASCAR-Nextel-Cup-Saison 2007 mindestens einmal auf der Pole-Position standen sind teilnahmeberechtigt. Die folgende Liste zeigt alle Fahrer, die sich über Pole-Positions für das Budweiser Shootout qualifiziert haben sowie die Rennen, die zur Qualifikation geführt haben. 
| Fahrer                | Sieg, der zur Qualifikation führte           |
| --------------------- | -------------------------------------------- |
| David Gilliland       | 18. Februar 2007, Daytona 500                |
| Jeff Gordon           | 25. Februar 2007, Auto Club 500              |
| Kasey Kahne           | 11. März 2007, UAW-DaimlerChrysler 400       |
| Ryan Newman           | 18. März 2007, Atlanta 500                   |
| Denny Hamlin          | 1. April 2007, Goody’s Cool Orange 500       |
| Clint Bowyer          | 15. Mai 2007, Dodge Avenger 500              |
| J. J. Yeley           | 17. Juni 2007, Citizens Bank 400             |
| Jamie McMurray        | 24. Juni 2007, Toyota/Save Mart 350          |
| Dave Blaney           | 1. Juli 2007, Lenox Industrial Tools 300     |
| Casey Mears           | 15. Juli 2007, USG Sheetrock 400             |
| Reed Sorenson         | 29. Juli 2007, Allstate 400 at the Brickyard |
| Dale Earnhardt junior | 5. August 2007, Pennsylvania 500             |
| Kurt Busch            | 2. September 2007, Sharp AQUOS 500           |
| Jimmie Johnson        | 8. September 2007, Chevy Rock and Roll 400   |
| Michael Waltrip       | 7. Oktober 2007, UAW Ford 500                |
| Martin Truex junior   | 4. November 2007, Dickies 500                |

### Qualifiziert durch Siege in früheren Budweiser Shootouts
Die folgende Liste zeigt alle Fahrer die sich qualifiziert haben, weil sie das Budweiser Shootout bereits gewonnen haben.
| Fahrer          | Champion im Jahr/in den Jahren |
| --------------- | ------------------------------ |
| Tony Stewart    | 2001, 2002, 2007               |
| Jimmie Johnson* | 2005                           |
| Dale Jarrett    | 1996, 2000, 2004               |
| Mark Martin     | 1999                           |
| Ken Schrader    | 1989, 1990                     |
| Bill Elliott    | 1987                           |

*Fahrer mit Sternchen sind bereits durch Pole-Positions in der Saison 2007 qualifiziert.